# NGC 2804
NGC 2804 је лентикуларна галаксија у сазвежђу Рак која се налази на NGC листи објеката дубоког неба.
Деклинација објекта је + 20° 11' 54" а ректасцензија 9h 16m 49,9s. Привидна величина (магнитуда) објекта NGC 2804 износи 12,8 а фотографска магнитуда 13,8. NGC 2804 је још познат и под ознакама IC 2455, UGC 4901, MCG 3-24-28, CGCG 91-47, PGC 26196.